# Glasfusing

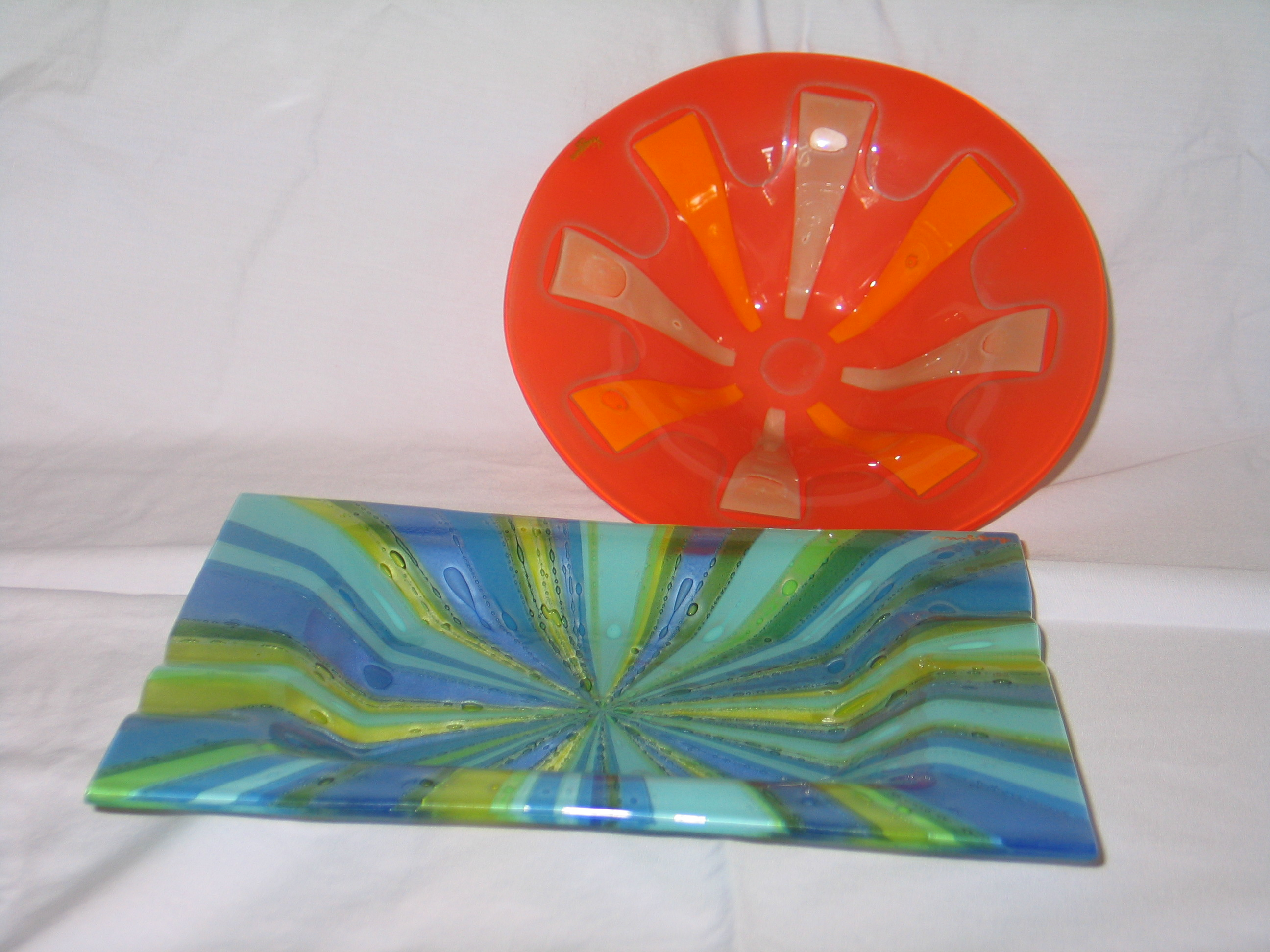
Higgins

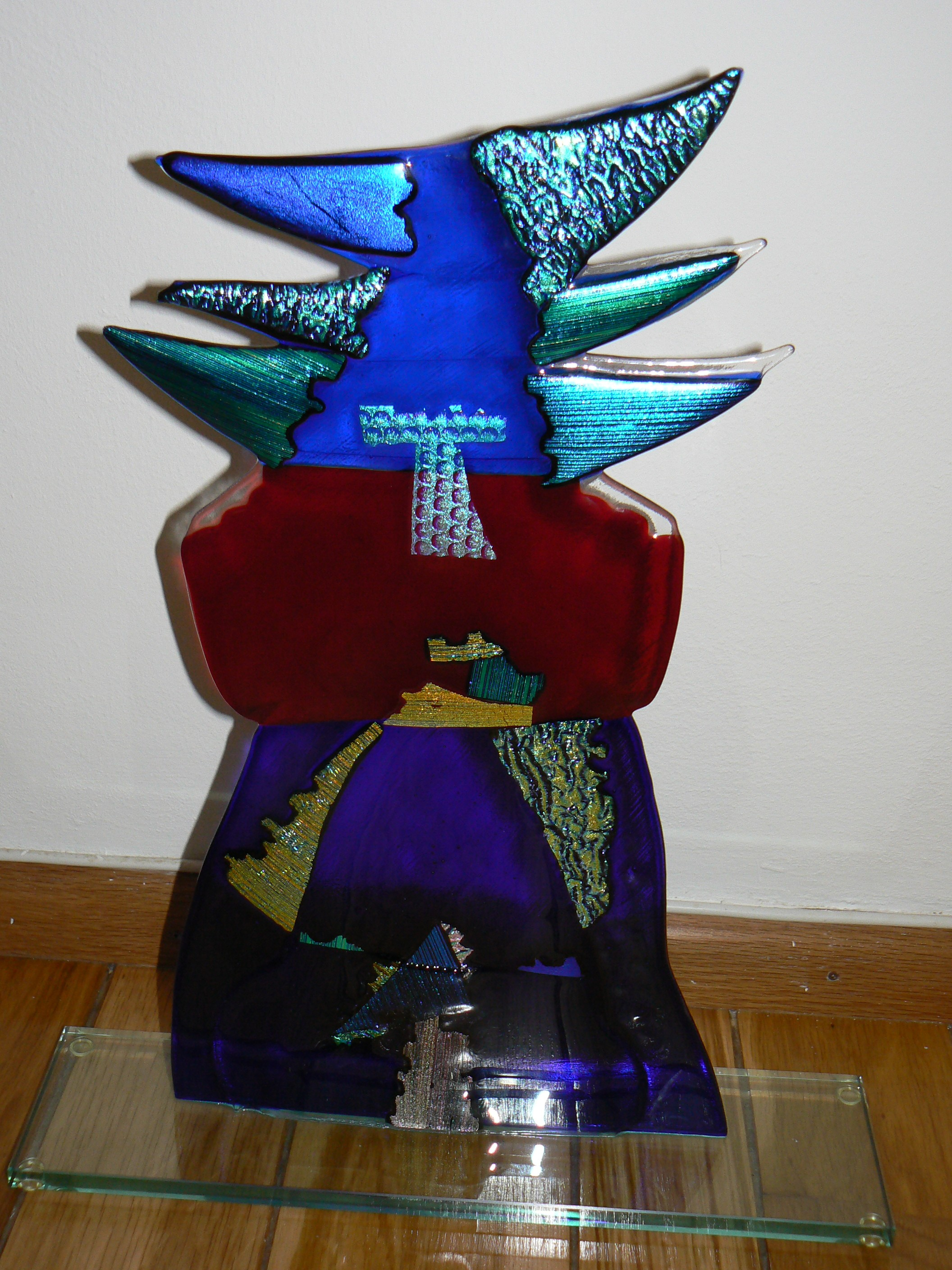
Bert Grotjohann

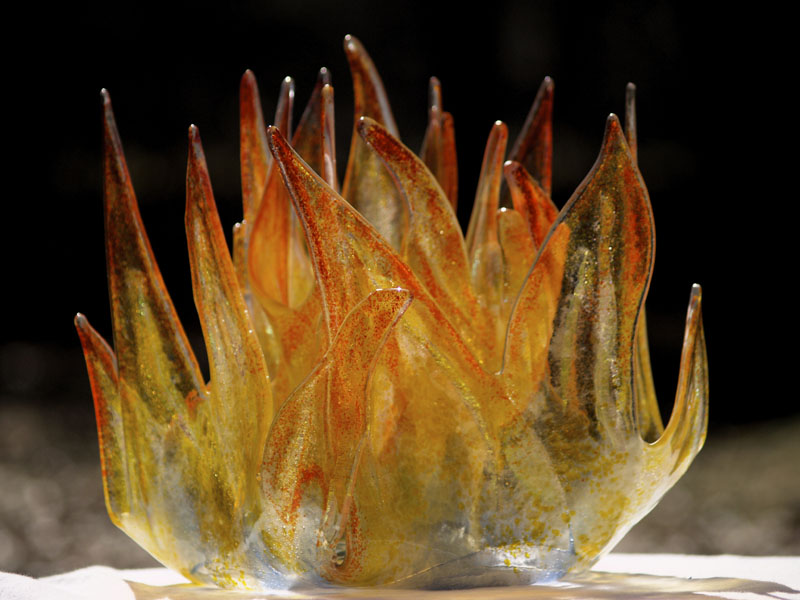
Glasfusion kunstwerk

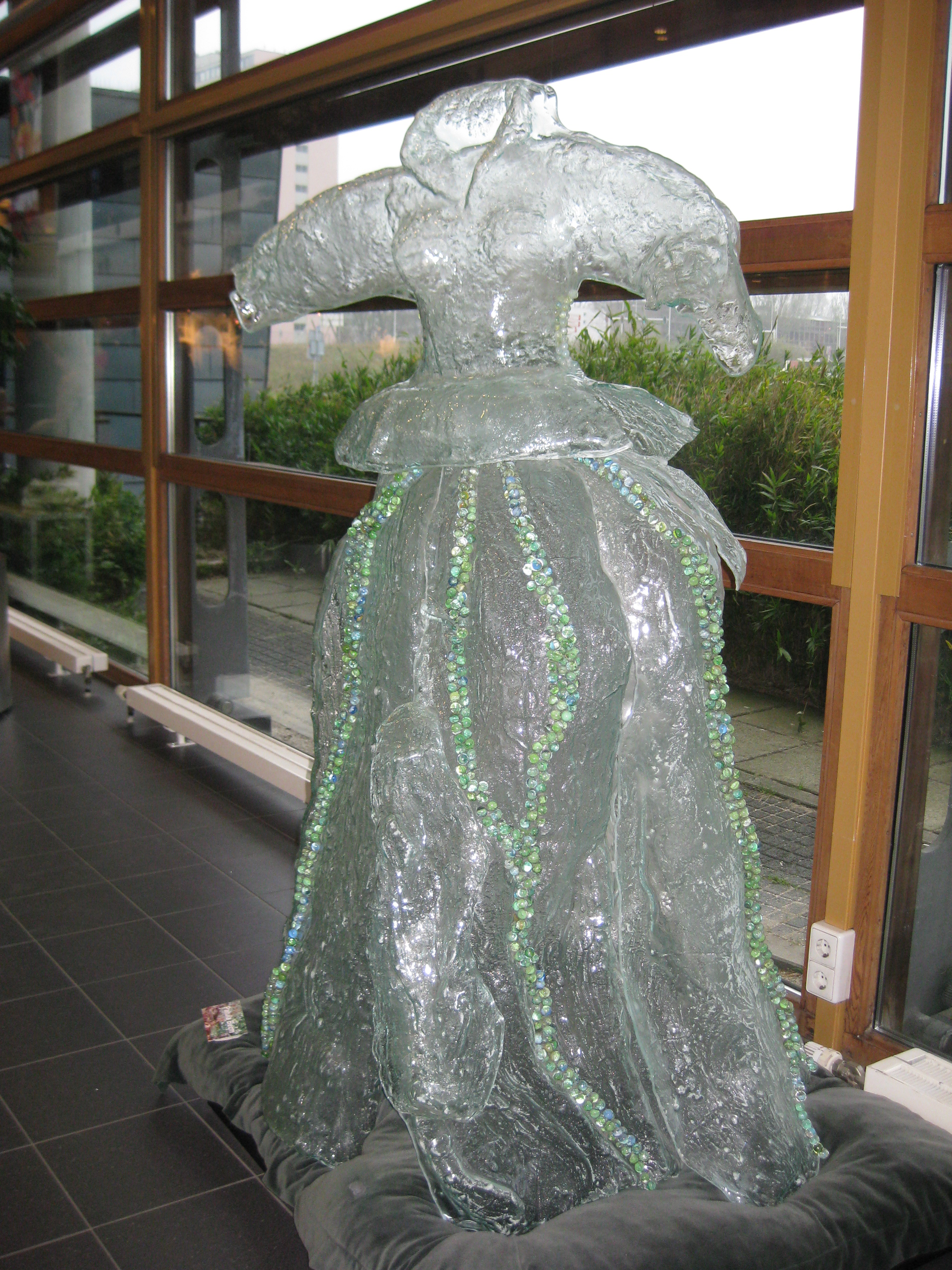
Patula Berm

Glasfusing (ook wel gesmoltenglas- en smeltendglastechniek) is een techniek die in de glaskunst wordt gebruikt waarbij stukjes of repen glas van dezelfde of verschillende kleuren samengevoegd worden door ze gedeeltelijk te versmelten. Glasfusing biedt zo ook de mogelijkheid om de verschillende kleuren van glasdelen met elkaar te laten vervloeien of te vermengen.

## Techniek
De verhitting vindt gewoonlijk plaats in een elektrische of gasgestookte oven. Twee of meer stukken gekleurd glas worden op elkaar gelegd of overlappen elkaar en worden verhit tot temperaturen variërend van 593°C tot 816°C.
Hierbij moet erop worden gelet dat glazen met een verschillende uitzettingscoëfficiënt – onder andere afhankelijk van de gebruikte kleurpigmenten in het glas – niet samengesmolten kunnen worden, anders zal het gecreëerde object tijdens het afkoelen of daarna breken. Veel glaskunstenaars beperken zich daarom tot glas van één fabrikant. Na afkoeling kunnen er bovendien alsnog scheuren in het versmolten glas springen bij grote temperatuursschommelingen. Kunstwerken gemaakt met de techniek Glasfusing kunnen zowel voor binnen- als buitenshuis geplaatst worden. Er kan zowel in het platte vlak als driedimensionaal gewerkt worden. Zo worden glasdeuren of wanden met deze techniek gerealiseerd. Bij een ruimtelijke toepassing, zoals een glasbeeld, dient een reliëfbodem in de oven gelegd te worden, waaroverheen de gekleurde glaslagen worden gelegd; deze zullen al smeltend de vorm van het reliëf overnemen.

## Geschiedenis
Hoewel de exacte oorsprong van de glasfusingtechniek niet met absolute zekerheid vaststaat, is er wel archeologisch bewijs, dat reeds de Egyptenaren 2000 jaar v.Chr. bekend waren met de basistechniek.
Sommige historici menen evenwel, dat de allereerste fusingtechnieken pas door de Romeinen zijn ontwikkeld en verder verspreid binnen hun invloedssfeer.
Tot de ontwikkeling van het glasblazen was fusing de enige manier om objecten van glas te vervaardigen.
Glasfusing is daarna in de vergetelheid geraakt, met uitzondering van een korte periode van opleving gedurende de renaissance.

## Twintigste eeuw
In het begin van de 20e eeuw en dan vooral vanaf de jaren zestig in de Verenigde Staten heeft glasfusing weer aan populariteit gewonnen.
Ook in Nederland en België is de belangstelling voor de fusingtechniek enorm toegenomen.
In de glaskunst neemt glasfusing een belangrijke plaats in naast andere technieken, zoals glasblazen, glasbeeldhouwkunst en glas-appliqué oftewel 'gelijmd glas'.

## Kunstenaars
- Frans Houben
- Sjaak Smetsers
- Angenelle Thijssen
- Linda van Huffelen
- Claudia Kuyken

## Nederlandstalige boeken
Er bestaat niet veel naslagwerk over de techniek van glasfusing in de Nederlandse taal. In 2007 kwam het boek  Glasfusing - de techniek in de praktijk uit van Ellen Prinse. In 2011 is er een verzamelboek over diverse technieken van glasbewerken uitgekomen van Martine Knoppert, titel Glasbewerken. Glasfusing is een van de vele hoofdstukken.